# Ronald Breinburg (1940)
Ronald Breinburg (Paramaribo, Suriname, 8 juli 1940 – Paramaribo, Suriname, 18 oktober 2021) was een Surinaams-Nederlandse voormalige semi-professionele voetballer die als verdediger speelde. Hij stond acht seizoenen onder contract bij eredivisieclub GVAV.

## Loopbaan
Op jonge leeftijd speelde Breinburg in het eerste elftal van een van de twee topclubs van het land, SV Transvaal. Hij speelde op zijn achttiende in het Surinaams voetbalelftal  waar hij uiteindelijk aanvoerder werd  Op 3 juli 1960 was hij een van de spelers tijdens de interland tegen het Nederlands Elftal . Nederland won deze wedstrijd met 3-4. Bij zowel Transvaal als het nationale elftal was André Kamperveen Breinburg 's trainer.
In 1963 besloot Breinburg om in Nederland zijn geluk te zoeken, op uitnodiging van GVAV, samen met landgenoot Armand Monsanto. Na twee geslaagde oefenwedstrijden besloot de Groninger club beide voetballers een contract aan te bieden. Ze werden de eerste Surinaamse spelers bij GVAV. Op 25 augustus 1963 maakte Breinburg zijn debuut voor de Groningers in de wedstrijd tegen Feyenoord.
Hij maakte tijdens zijn loopbaan bij GVAV één doelpunt, het winnende in een uitwedstrijd tegen Feyenoord in 1965. In de laatste seizoenen speelde hij weinig in het eerste en was hij beschikbaar voor een transfer, die er echter niet kwam. Breinburg speelde 86 keer voor de Groninger club. Na zijn profcarrière speelde Breinburg bij de amateurs van GRC Groningen. Hij behaalde het trainersdiploma D en trainde enkele jeugdteams.
Naast zijn werk als voetballer verdiende hij de kost als elektricien. Ronald Breinburg was de vader van de gelijknamige voetballer die geboren werd in 1981. Hij was teruggekeerd naar Suriname, waar hij in 2020 gehuldigd werd bij het 99-jarig bestaan van zijn oude club Transvaal.  Op 18 oktober 2021 overleed Breinburg op 81-jarige leeftijd.

## Statistieken
Eerste elftal van GVAV.

| Seizoen   | Club | Eredivisie  | Eredivisie | KNVB Beker  | KNVB Beker | Intertoto   | Intertoto  |
| Seizoen   | Club | wedstrijden | doelpunten | wedstrijden | doelpunten | wedstrijden | doelpunten |
| --------- | ---- | ----------- | ---------- | ----------- | ---------- | ----------- | ---------- |
| 1963-1964 | GVAV | 14          | 0          | 1           | 0          | 0           | 0          |
| 1964-1965 | GVAV | 9           | 0          | 1           | 0          | 0           | 0          |
| 1965-1966 | GVAV | 28          | 1          | 3           | 0          | 0           | 0          |
| 1966-1967 | GVAV | 20          | 0          | 0           | 0          | 0           | 0          |
| 1967-1968 | GVAV | 1           | 0          | 1           | 0          | 3           | 0          |
| 1968-1969 | GVAV | 3           | 0          | 1           | 0          | 0           | 0          |
| 1969-1970 | GVAV | 1           | 0          | 0           | 0          | 0           | 0          |
| 1970-1971 | GVAV | 0           | 0          | 0           | 0          | 0           | 0          |
| Totaal    | GVAV | 76          | 1          | 7           | 0          | 3           | 0          |